# Камышов, Олег
Олег Камышов (17 декабря 1973) — советский, узбекистанский и российский футболист, нападающий и полузащитник.

## Биография
Во взрослых соревнованиях дебютировал в 16-летнем возрасте в составе клуба «Аралводстроевец» (позднее — «Арал») из Нукуса, выступавшего во второй низшей лиге СССР. После распада СССР провёл два сезона в составе своей команды в высшей лиге Узбекистана, сыграл 27 матчей и забил один гол. Автором гола стал 27 августа 1993 года в игре с «Политотделом» (1:5).
С 1994 года выступал в России за клубы «Нарт» (Черкесск) и «Олимп» (Кисловодск) в третьей и второй лигах.
В 1997 году перешёл в минское «Торпедо», где провёл два сезона. Сыграл 35 матчей и забил 3 гола в высшей лиге Белоруссии.
Дальнейшая судьба неизвестна.